# المرأة المسلمة في الرياضة

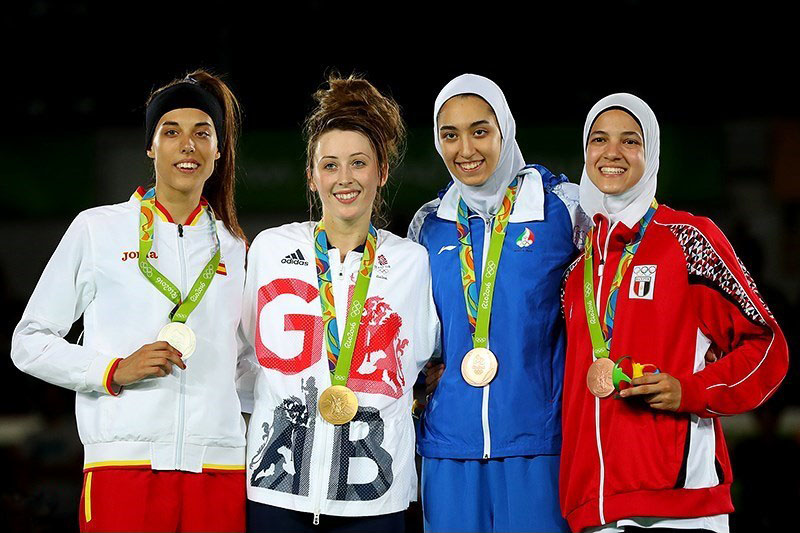
الفائزات بميداليات التيكووندو من إسبانيا وبريطانيا وإيران ومصر في ريو الأولمبياد، 2016.

شاركت النساء المسلمات في الرياضة منذ بداية الإسلام في أوائل القرن السابع، كما تسابقت السيدة عائشة مع زوجها «محمد» رسول الله، وحققت المرأة المسلمة في العصر الحالي نجاحاً في مجموعة متنوعة من الألعاب الرياضية، بما في ذلك الكرة الطائرة والتنس وكرة القدم والمبارزة وكرة السلة، ففي دورة الألعاب الأوليمبية لعام 2016، فازت 14 امرأة مسلمة بالميداليات، وشاركت في مجموعة واسعة من الألعاب الرياضية.
ومع ذلك، فإن النساء المسلمات ممثلات تمثيلاً ناقصاً في الساحات الرياضية، من المدرسة وهواة الرياضة إلى المسابقات الدولية، وقد تشمل الأسباب ضغوطاً ثقافية أو عائلية، ونقص المرافق والبرامج الملائمة، وحظر الحجاب الإسلامي، وقد استخدمت النساء المسلمات الرياضة كوسيلة للتمكين، والعمل من أجل الصحة والرفاه، وحقوق المرأة، والتعليم.

## الرياضات المهنية

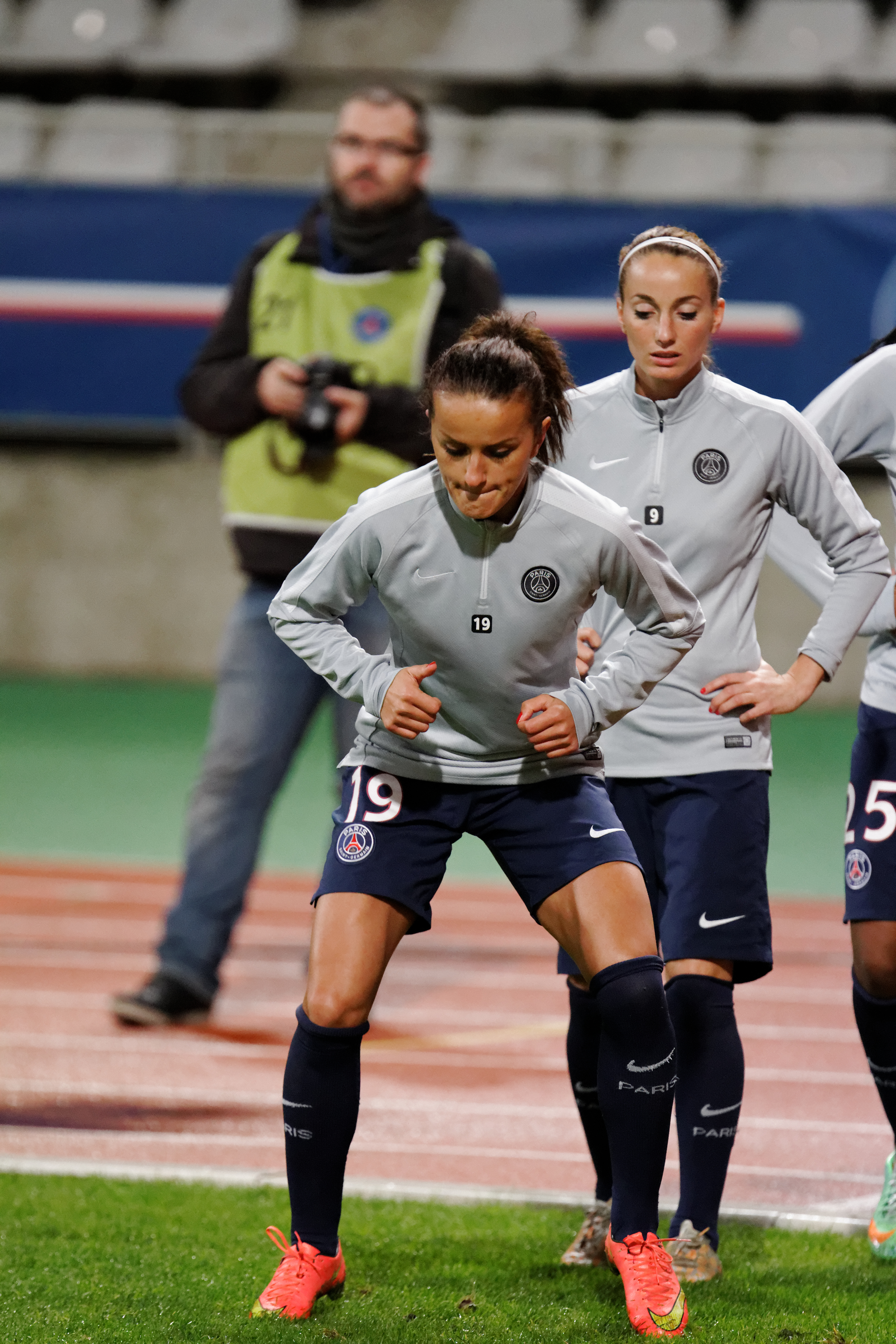
[https://en.wikipedia.org/wiki/Fatmire_Alushi اللاعبة فاتمير ألوشي

### اتحاد كرة القدم
لقد استضافت عدة دول أعضاء في منظمة التعاون الإسلامي بطولات كرة القدم الكبرى، فقد استضافت «أذربيجان» الاتحاد الأوروبي لكأس العالم للسيدات تحت 17 سنة فيفا 2012، كما استضافت «الأردن» كأس العالم للسيدات تحت 17 سنة فيفا 2016، والذي كان أول كأس عالمي لكرة القدم للسيدات يعقد في أي مكان في الشرق الأوسط.

بالإضافة إلى ذلك، افتتحت ثلاث مناطق آسيوية للبطولات النسائية والتي احتوت على أعداد کبیرة من الدول الأعضاء في منظمة التعاون الإسلامي أو على عدد كبير من المسلمين، بما فيها جنوب آسيا "بطولة ساف النسائية" لعام 2010 بالأنجليزية"SAFF Women's Championship"، ورابطة دول جنوب شرق آسيا، المعروفة بأسم "آسيان" بالأنجليزية "ASEAN" "بطولة أف للنساء 2006، بالأنجليزية "AFF Women's Championship"، وفي غرب آسيا "بطولة غرب آسيا لكرة القدم 2005" بالأنجليزية "West Asian Football Federation Championship 2005".
وكان عدد من لاعبات كرة القدم المسلمات لاعبين بارزين لمختلف الفرق الوطنية للاتحاد الأوروبي في أوروبا الغربية، ومن ضمنهم «فاتمير ألوشي» بالأنجليزية "Fatmire Alushi"، والتي استطاعت مع منتخب ألمانيا الفوز بكأس العالم لكرة القدم للسيدات 2007، وببطولة أوروبا مرتين عام 2009 و 2013، كما حصلت مع منتخب ناشئات ألمانيا تحت 19 عاماً على بطولة أوروبا عام 2006.

### كرة السلة
على عكس العديد من الجمعيات الرياضية الأخرى، الاتحاد الدولي لكرة السلة فيبا بالأنجليزية «الاتحاد الدولي لكرة السلة»، يحافظ على حظر الحجاب الكامل وتحظر اللائحة أي قبعات أوسع من خمس بوصات، وتستبعد النساء التي يرتدين الحجاب من المشاركة.
ومنذ عام 2016،  تلقت هذة السياسة تدقيقا من مئات الآلاف من الأفراد على وسائل الإعلام الاجتماعية، والتي شكلت حركة كان يرأسها "نكا" بالأنجليزية "NCAA" لاعبي انديرا كالجو "Indira Kaljo" وبلقيس عبد القادر "Bilqis Abdul-Qaadir".

كما قام زملاؤه اللاعبون إزديهار عبد المولى "Ezdihar Abdulmula" وأسماء البدوي "Asma Elbadawi" وكي كي رافيو "Ki-Ke Rafiu" ورايسا أريباتول "Raisa Aribatul" ورابيا باشا "Raabya Pasha" وميرفي سابسي "Merve Sapci" ونهى برهان "Noha Berhan"، بتقديم عرائض تطلب من الرابطة إلغاء الحظر.

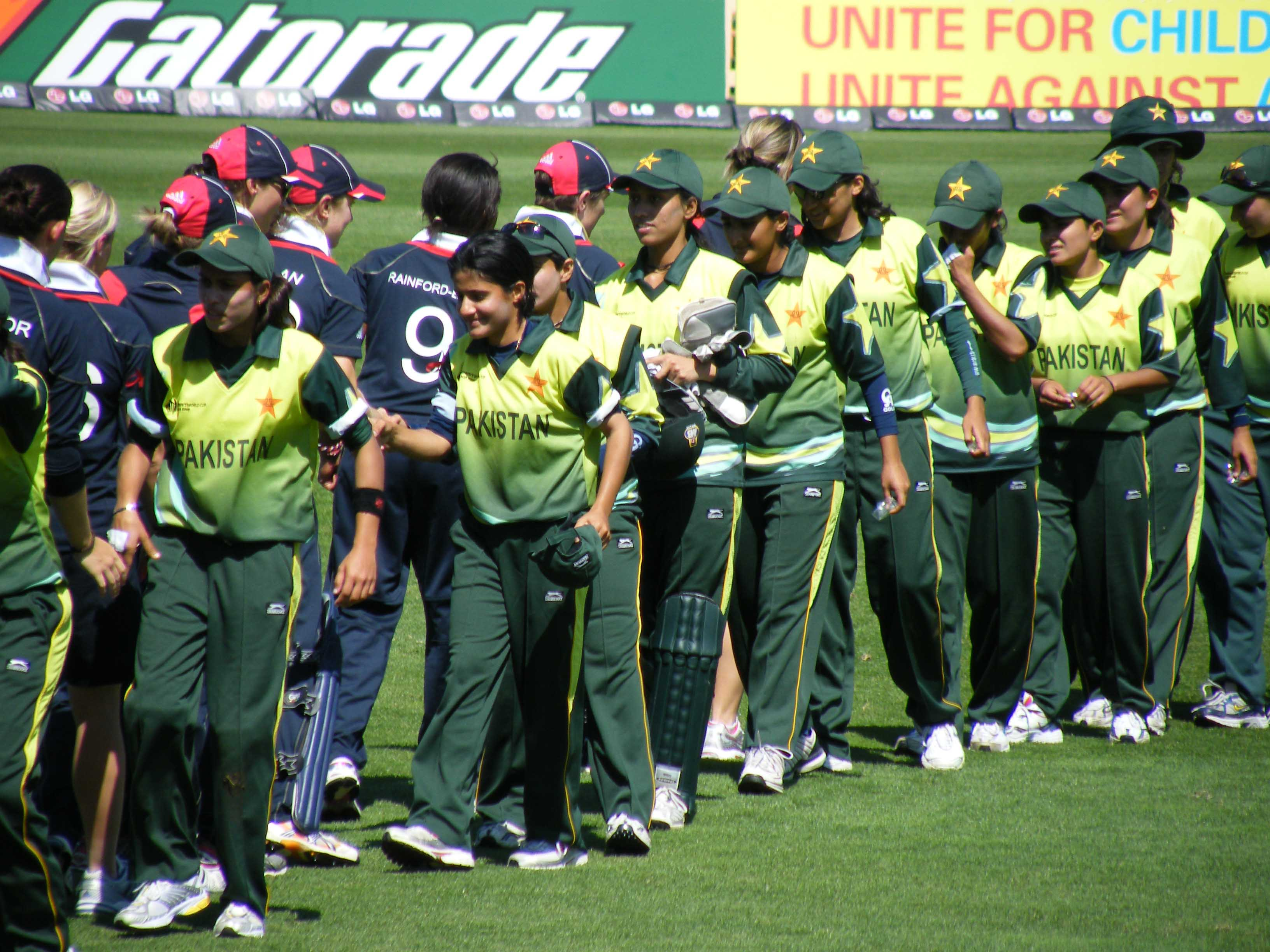
أعضاء فريق المرأة الباكستانية للكريكيت، بعد مباراة ضد انكلترا في [https://en.wikipedia.org/wiki/2009_Women%27s_Cricket_World_Cup كأس العالم 2009

### الكريكيت
في التصنيف الدولي للمرأة، اثنان من أفضل عشرة فرق «باكستان وبنغلاديش» من الدول ذات الأغلبية المسلمة، واستضافت بنغلاديش بطولة العالم لعام 2014 للسيدات العشرين، واحدة من بطولة العالم للكريكيت، كما مثلت النساء المسلمات أوطانهن، فقامت بتمثيل الهند كل من «نوزات باروين»Nuzhat Parween«، غوهر سلطانة»Gouher Sultana«، نوشين الخدير»Nooshin Al Khadeer«، ومن جنوب أفريقيا» شبنيم إسماعيل "Shabnim Ismail".

وفي إنكلترا لم تخترق النساء المسلمات الكريكيت بنفس الدرجة التي حصل عليها الرجال المسلمون وقد مثل العديد منهم إنجلترا دوليا، أما النساء فقد حصلت أول لاعبة مسلمة على البطولة في عام 2012، عندما ظهرت سلمى بي "Salma Bi" لأول مرة في نورثامبتونشاير بالأنجليزية "Northamptonshire" وذلك ضمن فاعليات بطولة مقاطعة المرأة.

وفي المجتمعات الإسلامية المحافظة قد ينظر إلى لعبة الكريكيت على أنها أكثر ملاءمة للنساء من الألعاب الرياضية الأخرى بسبب ملابسها المحتشمة «بنطلونات وأكمام طويلة» وعدم الاتصال الجسدي، وفي عام 2009 تم تشكيل فريق إيراني للسيدات، أما في عام 2010، أصبحت لاعبة الكريكيت نرجس لافوتي "Narges Lafooti" أول امرأة إيرانية تسافر بمفردها إلى حدث رياضي في الخارج.
أما في أفغانستان، تواجه لعبة الكريكيت النسائية صعوبات مستمرة بسبب المواقف الثقافية ضد المرأة في الرياضة بما في ذلك التهديدات المحددة ضد اللاعبين الإناث، وقد تم تشكيل فريق وطني في عام 2010، ولكنه عانى من الخمول في عام 2014.

### المبارزة
في عام 2016، أصبحت إبتهاج محمد أول أمريكية مسلمة محجبة تشارك في الألعاب الأولمبية الصيفية 2016 في ريو دي جانيرو، واحتلت المركز الثامن في هذة الدورة، لكنها خسرت في الدور السادس عشر من الفرنسية سيسيليا بيردر بالأنجليزية "Cécilia Berder".

### التزلج على الجليد
في عام 2017، أصبحت المتزلّجة الإماراتية "زهرة لاري" أول متزلج من كلا الجنسين تمثل الإمارات العربيّة المتحدة في المسابقات الدولية، وتعتبر «زهرة» نفسها رائدة في مجال مشاركة المرأة المسلمة في هذه الرياضة، وفي مقابلة إجريت معها في الأولمبياد الشتوي 2018، وصفت «العديد من الحواجز» التي كان عليها كسرها لتحقيق النجاح، بما في ذلك الحصول على نقاط بسبب خصم نقاط «لارتداء الحجاب وتغطية كامل جسدها».

### هوكي الجليد
«فاطمة آل علي» لاعبة المنتخب الوطني للهوكي وسفيرة دولة الإمارات في هذا المجال، أستطاعت تعريف العالم بهوكي الجليد الإماراتي عن طريق قيامها بإنشاء مبادرة صغيرة، كما أنها تأمل أن تلهم النساء المسلمات في دولة الإمارات العربية المتحدة للعب الهوكي، كما شاركت في إسقاط قرص لعبة الهوكي خلال مباراة بين عواصم واشنطن و جناح ديترويت الأحمر "Detroit Red Wings" في 9 فبراير 2017.

### فنون الدفاع عن النفس
في دورة الألعاب الاولمبية الصيفية 2016، فازت الكثير من النساء المسلمات بالميداليات في فنون الدفاع عن النفس من أي رياضة أخرى، فأحرزت كوسفو أول ذهبية لها في الأولمبياد بفوز اللاعبة ماجليندا كلمندي "Majlinda Kelmendi"في مسابقة الجودو «وزن 52 كيلوغراما»، كما حصلت ماريا ستادنيك "Mariya Stadnik" مصارعة 48 كيلوغراما على الميدالية الفضية لأذربيجان، بينما تعادلت كيميا أليزاده زينورين "Kimia Alizadeh Zenoorin"والمصرية هداية ملاك مقابل البرونزية في حدث التايكواندو البالغ 57 كيلوغراما، ومن بين الميداليات البرونزية الأخرى باتيمات أباكاروفا الأذربيجانية (49 كيلوغراما من التايكواندو)، مروة عمري التونسية (58 كيلوغراما من المصارعة)، وتركيا نور تاتار (67 كيلوغراما من التايكواندو).

### تسلق الجبال
في عام 2005، نجحت الإيرانيَّة فرخنده صادق وليلى بهرامي في تسلق قمة جبل إيفْرِستْ بنجاح، وقد قاموا بتكريس إنجازهم لجميع النساء المسلمات، أما في عام 2013 تمكنت «رها حسن محرق» من الصعود إلى قمة جبل إيفرست، لتدخل التاريخ باعتبارها أول سيدة من السعودية تتسلق أعلى قمة جبلية في العالم.

### التنس
اعتبارًا من عام 2016، أستضافت العديد من الدول الأعضاء في منظمة التعاون الإسلامي بطولات التنس على المستوى المهني، كما أن هناك عدد من الدول الأعضاء في منظمة التعاون الإسلامي تشهد تنمية اقتصادية سريعة وبناء مرافق التنس على نطاق لم يسبق له مثيل.

ومن أبرز لاعبي التنس المسلمات "ارغوان رضائي" "Aravane Rezaï" وهي لاعبة كرة مضرب فرنسية من أصول إيرانية حاصلة على اللقب أربع مرات في بطولة وتا "WTA" وحققت المرتبة الأولى في الترتيب الفردي، أما "سانيا ميرزا "Sania Mirza" احتلت المرتبة الأولى الزوجية في عام 2015 وحصلت على أربعين لقبًا مهنيا، ولكنها واجهت انتقادات شديدة من رجال الدين المسلمين في بلدها الهند والتي أدانت قرار ارتدائها ملابس التنس التقليدية ووصفتها بأنها غير لائقة.

كما أنها صُنفت في المرتبة السابعة والعشرون عالمياً في عام 2007، وحازت على العديد من البطولات الدولية وكانت أول سيدة هندية تكسب مليون دولار من مهنتها وقد كسبت حتى الآن نحو مليوني دولار من الجوائز، كما تُعدّ من ضمن اللاعبات اللاتي وصلن إلى ترتيب متقدّم في تصنيف لاعبات المضرب وأول هندية تصنف ضمن 100 لاعبة.

وتُعدّ سانيا ميرزا من اللاعبات اللاتي حصلن على إحدى بطولات الغراند سلام الكبرى في التنس للاعبات الزوجي حيث حصلت على لقب الزوجي في بطولة أستراليا المفتوحة سنة 2009، واحتلت المرتبة الخامسة بتصنيف منافسات الزوجي برابطة اللاعبات المحترفات وسبق لها الفوز بثلاثة وعشرين لقبًا والحصول على المركز الثاني لثلاثة عشر بطولة أخرى من بينها بطولة رولان غاروس 2011 مع الروسية يلينا فيسينينا.

### المضمار والميدان
في دورة الألعاب الأولمبية الصيفية لعام 2016، أصبحت دليلة محمد أول امرأة أمريكية تفوز بميدالية ذهبية في حواجز 400 متر، ويرى «والد دليلة» أن نجاح أبنتة يرجع إلى «إيمان المسلمين والانضباط والموهبة»، ومن بين لاعبي المضمار والميدان الآخرين البارزين إيناس منصور ودينا الطباع وشينونا صلاح الحبسي "Shinoona Al-Habsi" وكريمان أبو المجدائيل "Kariman Abulijadayel" وكاميا يوسفي "Kamiya Yousufi" وسليمان فاطمة دهمان.

### الكرة الطائرة
بين عامي 2010 و 2016، فازت فرق من تركيا وأذربيجان بخمسة ألقاب من أصل سبعة ألقاب في بطولة العالم للكرة الطائرة للسيدات في فيفب "FIVB Volleyball Women's Club World Championship"، وتعد كلا البلدين جزء من منظمة المؤتمر الإسلامي.

ومن بين الفرق النسائية الوطنية الأخرى للكرة الطائرة النسائية من منظمة المؤتمر الإسلامي أذربيجان والجزائر «التي كانت بطل أفريقيا في عام 2009 وأحرزت الميداليات الذهبية في دورة الألعاب الإفريقية لعام 2011»، وتونس التي كانت بطل أفريقيا لثلاث مرات.

### رفع الأثقال

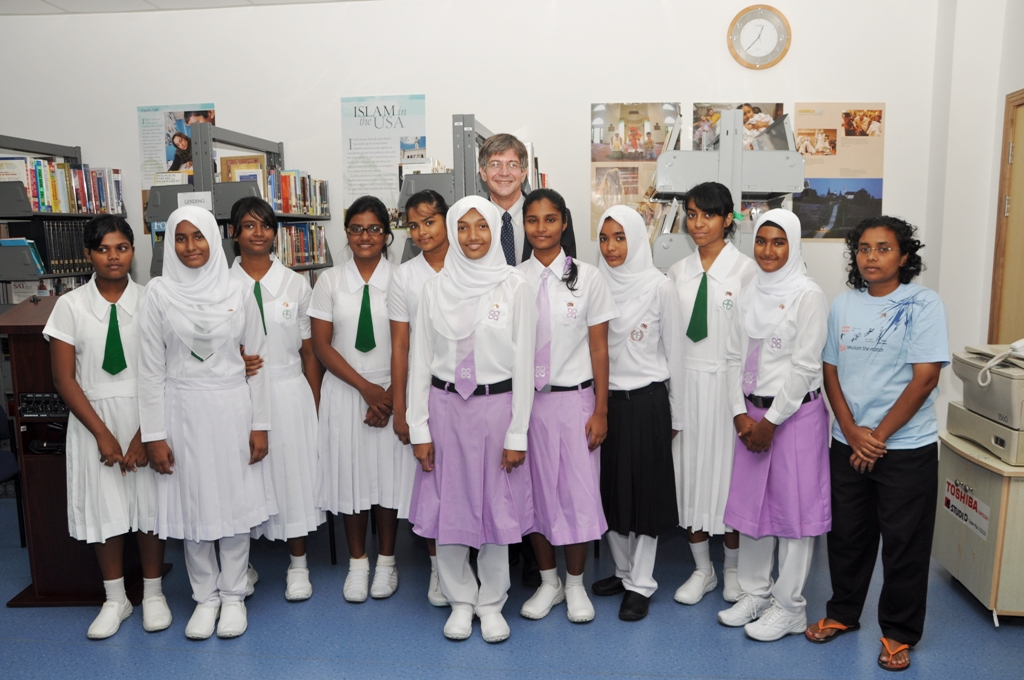
فريق كرة القدم الملديفي

حتى عام 2011، كانت القوانين واللوائح تتطلب لممارسة رياضة رفع الأثقال أن تكون كلا الركبتين والمرفقين مرئيين، وكانت هذة اللائحة تمنع الرياضيين المسلمين المحافظين من المشاركة في مسابقات النخبة،
لذلك قامت كلسوم عبد الله "Kulsoom Abdullah" برفع تقرير شامل إلى الاتحاد الدولي لرفع الأثقال تطالب من خلالة بالسماح لها بالتنافس أثناء تغطيتها لمنطقة الرأس والذراعين والساقين، وبمساعدة الناشطين المسلمين، واللجنة الأولمبية الأمريكية، ورجال القانون، نجحت في قلب اللائحة، وتنافست في بطولة وطنية في وقت لاحق من ذلك العام.

وفي خلال دورة الألعاب الأولمبية الصيفية 2016، فازت عدة نساء مسلمات بالميداليات في رفع الأثقال، بما في ذلك الكازاخستانية زازيرا زاباركول "Zhazira Zhapparkul"، والأندونيسية سري واهيوني أغوستياني "Sri Wahyuni Agustiani"، والمصرية سارة أحمد.

### رياضة الهواة
وقد وجد الباحثون معدلات مشاركة منخفضة في التربية الرياضية والرياضة المدرسية بين طالبات المدارس المسلمات في كل من الدول التي يغلب عليها الطابع الإسلامي، وفي دراسة للمدارس المتوسطة التركية، وجد «هومريتش وزملاؤه» أن الفتيات أقل احتمالا لحضور فصول التربية البدنية، وعند مشاركتهن تكون أقل نشاطا عن المتوسط،
وغالبا ما يكون هذا التعارض أكثر وضوحا في البلدان الغربية حيث غالبا ما تتعارض السياسات المدرسية بشأن الزي الرسمي والتفاعل مع الجنس الآخر مع قيم الطلبة المسلمين المحافظين، فعلى سبيل المثال، قد يتم إجبار الفتيات المسلمات أو الضغط عليهن لإزالة أغطية رأسهن من أجل المشاركة في الألعاب الرياضية، وقد تشكل التربية البدنية أيضا مشاكل للطلاب المسلمين الذين تتطلب معتقداتهم تجنب الاتصال البدني مع الجنس الآخر.

ومن المرجح أن تزداد المشاركة الرياضية في البلدان التي يغلب عليها الطابع الإسلامي، ولا سيما الدول العربية في الخليج الفارسي، في المستقبل، فالعديد من دول منظمة التعاون الإسلامي لديها اقتصادات سريعة النمو وتزايد لعدد السكان الشباب، مما قد يزيد من إمكانيات السوق للرياضية المهنية، والمنتجات الرياضية.

## العوامل التي تؤثر على المشاركة الرياضية

### الدين
في المفهوم الإسلامي، كل إنسان يتحمل مسؤولية تجاه نفسه، وبما أن الحياة البشرية مقدسة وأنشئت من البداية من قبل وكالة إلهية وليس إنسانية، فإن الناس مسؤولون عن محاولة الحفاظ على أجسادهم وأرواحهم بصحة جيدة، وقد أفاد التاريخ الأسلامي أن «محمد» قد تسابق مع زوجتة السيدة «عائشة»، وأنه شجع الآباء على تعليم أطفالهم السباحة وركوب الخيل والرماية.

وفي القرن الحادي والعشرين، وجد بعض علماء الاجتماع المسلمين أنه يجب أن يكون إلزاميا للإناث المسلمات المشاركة في نوع ما من الرياضة،
كما ظهرت صالات رياضية ومسابقات نسائية فقط كوسيلة لزيادة مشاركة المرأة المسلمة في الألعاب الرياضية، في عام 2014، قام العديد من أعضاء "الرياضة ضد العنصرية "Sport Against Racism" في أيرلندا بتأسيس مدينة "ديفرز سيتي فك"، فريق كرة قدم للنساء المسلمات اللواتي تنافسن في كأس اللعب العادل، وبالمثل، أنشأت فائزة هاشمي في عام 1993 الألعاب النسائية الإسلامية، وهو حدث دولي كان فيه جميع الرياضيين والمدربين والمسؤولين والمشاهدين من الإناث، وبما أن الحجاب يلبس عموما فقط في وجود الذكور خارج الأسرة المباشرة، فإن هذا الشكل يسمح للمرأة بالتنافس دون مواجهة التدقيق في الطريقة التي تلبس بها، كما أنشأت بعض المجتمعات صالات رياضية للنساء فقط تستهدف النساء المسلمات على وجه التحديد.

### العائلة
في دراسة عن النساء المسلمات الشابات المقيمات في المملكة المتحدة، وجدت «كاي تيس» أن التأثيرات العائلية تؤثر كثيرًا على قدرة النساء في المشاركة في الألعاب الرياضية، وبما أن هناك عددا قليلا جدا من البرامج الرياضية المناسبة ثقافيا داخل مجتمعهم المحلي، فإن مشاركتهم محدودة، كما أفاد مديرو الفرق الرياضية في البلدان ذات الأغلبية المسلمة صعوبة في إقناع الآباء للسماح لبناتهم بالمشاركة في الألعاب الرياضية.

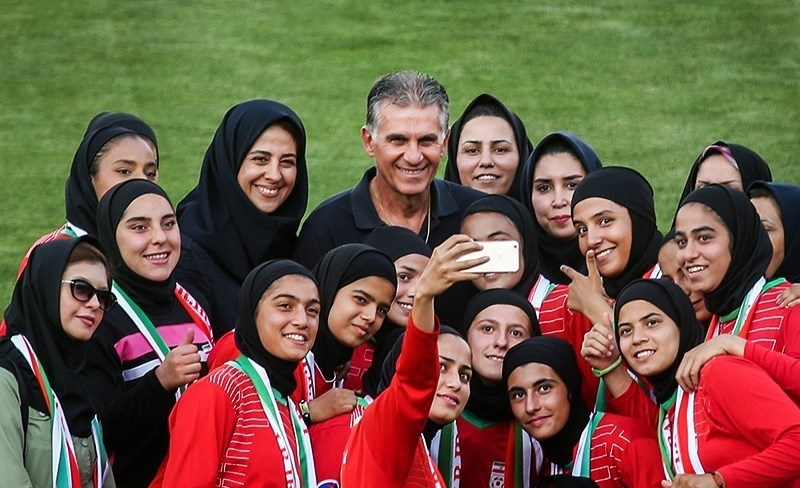
تدريب المنتخب الإيراني لكرة القدم الوطنية في استاد أزادي

### الهيكلية
العديد من المنظمات الرياضية والمسابقات لا توفر الدعم والموارد اللازمة للرياضيات المسلمات، فعلى سبيل المثال، حتى عام 2012، لم يسمح للرياضيات المسلمين بارتداء الحجاب الإسلامي، في العام نفسه كانت المرة الأولى التي تأخذ فيها اللجنة الأولمبية شهر رمضان في الاعتبار جدولة الأحداث مع صيام الرياضيين في الصباح الباكر بحيث يتم تغذية الرياضين بأقصى قدر من الماء والمرطبات.

ولا تزال تشمل العديد من المسابقات حواجز هيكلية كبيرة، فعلى سبيل المثال، حظر الاتحاد الدولي لكرة السلة الرياضيات المحجبات من المنافسة في أي من مبارياته أو بطولاته، مما ادى إلى انسحاب المنتخب الوطني القطري من دورة الألعاب الآسيوية عام 2014 نتيجة للحظر، حيث ارتدى العديد من لاعبيهم الحجاب، إلى ان تم إلغاء هذا الحظر في مايو 2017،

كما فرض الفيفا حظرا على الحجاب في عام 2011، مما أجبر الفريق النسائي الإيراني على التخلي عن مباراة التأهل الأوليمبية، وعادة ما تكون هذه اللوائح مبررة بناء على ادعاءات بأن الحجاب يزيد من خطر أصابة الرياضيين بالاختناق وضربة الشمس.

### الثقافة
وكما هو الحال في العديد من المجتمعات، يمكن لأدوار الجنسين السائدة في المجتمعات الإسلامية أن تحد من مشاركة المرأة في الألعاب الرياضية، وتركز التوقعات التقليدية على دور المرأة كزوجة وأم، وغالبا ما تعتبر الرياضة مجالا ذكوريا في الأصل، وقد جدت «ريسا إيزارد» أن لاعبي كرة القدم والمتفرجين في إيران وفلسطين وتركيا يكافحون مع الرأي الشعبي لكرة القدم السائد هناك، والذي يعتبر كرة القدم «لعبة الرجال» التي لا تصلح لمشاركة المرأة.

كما أفادت "إيسرا إرول Esra Erol"، ممثلة المنتخب الوطني التركي، أنه تم السماح لها باللعب كرة القدم عندما كانت في مرحلة الطفولة، لكنها واجهت مزيدا من التدقيق في مساعيها الرياضية عندما وصلت إلى مرحلة المراهقة والبلوغ.

وفي الوقت نفسه، لاحظ عالم الاجتماع «كاي تيس» أن بعض الأسر المسلمة ترى الرياضة باعتبارها غير ضرورية إلهاء عن التعليم، وهو ما يعتبرونه بالغ الأهمية،
والحواجز الثقافية أمام المشاركة الرياضية ليست بأي حال من الأحوال فريدة من نوعها بالنسبة للمجتمعات الإسلامية، ففي مجموعة واسعة من السياقات، وجد الباحثون اختلافات بين الجنسين في اعتقاد الناس بقدراتهم الرياضية الخاصة، وفي المتوسط، يعتبر الرجال والفتيان أنفسهم أكثر كفاءة من الناحية الرياضية من النساء والفتيات، مما قد يزيد من ميلهن للمشاركة في الألعاب الرياضية، أما في مرحلة المراهقة، تميل الفتيات إلى انخفاض معدلات المشاركة الرياضية، وهذا التباين يزداد مع التقدم في السن، وبالإضافة إلى ذلك، غالبا ما تكون النساء اللواتي يشاركن في الألعاب الرياضية التنافسية مشمولات بالعار على نحو سلبي باعتبارهن مثليات، بغض النظر عن جنسهن الفعلي، وتواجه النساء المسلمات أحيانا عوائق ثقافية أمام المشاركة الرياضية المشتركة بين المجتمعات بالإضافة إلى تلك الخاصة بمجتمعاتهن.

### تصوير وسائل الإعلام
وغالبا ما ينظر إلى مشاركة المرأة المسلمة في الألعاب الرياضية على أنها مؤشر على أنها أصبحت أكثر تحررا وغرابة، على سبيل المثال، عندما تنافست العداءة الأفغانية "روبينا مقيمار" في دورة الألعاب الاولمبية الصيفية 2004، أشادت بها مصادر إعلامية غربية من أجل تبادل البرقع الذي اعتبروه قمعا بطبيعته للزي الرياضي.

ومن ناحية أخرى، غالبا ما تواجه الرياضيات المسلمات الانتقادات والتدقيق عندما لا تتفق مع المثل الرياضية الغربية، فقد تم استبعاد الرياضيات المحجبات من دورة الألعاب الاولمبية حتى عام 1996، ويستمر النقاش حول ما إذا كان غطاء الرأس هو رمز ديني خارج مكانه في المجالات الرياضية العلمانية.

وقد أعربت بعض الرياضيات المسلمات عن قلقهن من تركيز وسائل الإعلام على ملابسهن لاستبعاد إنجازاتهن الرياضية، فعلى سبيل المثال، كتبت لاعبة التايكواندو التركية "كوبرا داغلي" على وسائل التواصل الاجتماعي "إنهم لا يتحدثون عن نجاحي، بل من حجابي، ولا أريد ذلك، ولا بد من مناقشة نجاحنا.

في عام 2017، كشفت نايك عن «الحجاب برو»، وهو حجاب مصمم للسلامة والراحة أثناء ممارسة التمارين الرياضية، وتم اختبار الملابس من قبل الرياضيين النخبة مثل المتزلجة الإمارتية، «زهرة لاري» والعداءة المصرية «منال رستم»، ورافعة الأثقال الأوليمبية «آمنة الحداد» من الإمارات العربية المتحدة، وارتدت اللاعبة الإماراتية «زهرة لاري» حجاب نايك بمناسبة اليوم العالمي للمرأة ونشرت صورتها، ومن المقرر أن تباع ابتداء من أوائل عام 2018.

### التمكين من خلال الرياضة
وقد وجد الباحثون باستمرار آثارا إيجابية هامة للمشاركة الرياضية، سواء داخل المجتمعات الإسلامية أو في عموم السكان، وعلى وجه التحديد، يعزز النشاط البدني المنظم الرفاه البدني والنفسي والاجتماعي، والمهارات القيادية، والتفاعل الاجتماعي، كما تستخدم العديد من النساء الرياضة كوسيلة لتحدي المعايير الجنسانية التقليدية والحصول على التعليم.

### حقوق المرأة
لقد قامت النساء المسلمات باستخدام الرياضة كوسيلة لتحدي القواعد الأبوية، ففي دراسة إجريت لفريق كرة القدم الوطني الفلسطيني، وجد «جيو-ستوبر» وزملاؤه أن الرياضة أصبحت «حركة اجتماعية من أجل تقرير المصير والوكالة والسلام والصداقة» في حياة اللاعبين، وبالأضافة لذلك رأى العديد من اللاعبين أن ألعاب القوى فرصة لتحدي الافتراضات حول أدوار وقدرات المرأة، ومن ضمنهم اللاعبة «جاكلين جازراول Jackline Jazrawl» التي أرادت استخدام كرة القدم لإثبات أن «المرأة حرة ويمكن أن تفعل كل ما يفعله الرجال».

وبالأضافة لذلك وجدت بعض الرياضيات المسلمات نجاحهن الرياضي كفرصة للطعن في الطريقة التي تنظر بها المجتمعات غير المسلمة إلى النساء المسلمات، فعلى سبيل المثال، استخدمت متسلقة الجبال «ليلى بهرامي» صعودها الناجح لجبل ايفرست وسيلة لتظهر للعالم أن المرأة المسلمة قادرة بدلا من «محدودة».

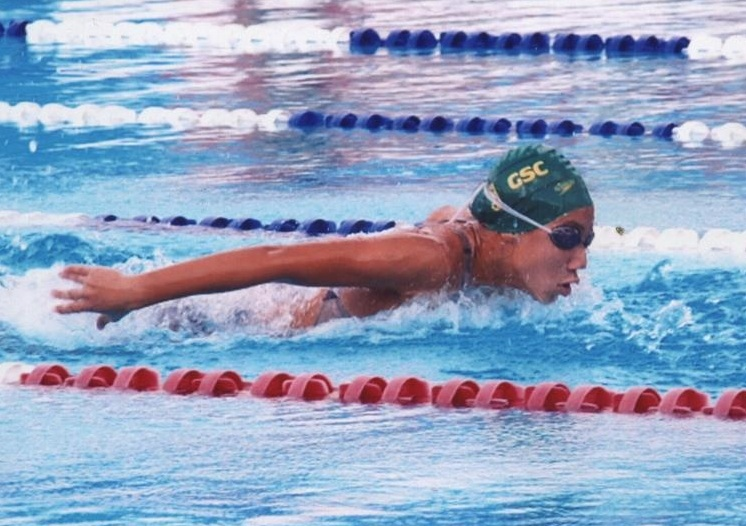
وذكرت السباح فريدة عثمان أن التعليم عامل مهم وراء تفانيها في الرياضة.

### التعليم
تركز بعض البطولات الرياضية المهنية وشبه المهنية على وجه التحديد على إعطاء النساء والفتيات فرصة الحصول على التعليم،
فعلى سبيل المثال، تشجع ساكاريا "Sakarya"، وهي ناد لكرة القدم للسيدات في تركيا، لاعبيها على استخدام رواتبهم لمتابعة التعليم الجامعي، وتؤثر هذة الفرصة على العائلات عن طريق إقناعهم بالسماح لبناتهم لممارسة تلك الرياضة، والتي تعتبر تقليديا أن تكون لعبة الرجل.

كما يمكن للمنح الدراسية الرياضية أن تكون مؤثرة أيضا في قرارات الفتيات المسلمات لمواصلة ممارسة الرياضة خلال وبعد المرحلة الثانوية،
وقد ذكرت العديد من الرياضيات المسلمات المحترفين، مثل لاعبة التنس «فاطمة النبهاني» والسباحة «فريدة عثمان»، أن التعليم مهم لمهنهم الرياضية، حبث سمحت لهم المنح الرياضية بمواصلة التنافس في حين حصلوا أيضا على شهادة جامعية.